# Imbrio
Imbrio (in greco antico: Ἵμβριος?, Ímbrios) è un personaggio della mitologia greca.

## Genealogia
Figlio di Mentore, sposò Medesicasta, figlia di Priamo 
Non ci sono notizie di sua progenie.

## Mitologia
Visse a Pedeo con la moglie Medesicasta (una figlia illegittima di Priamo) e quando ebbe inizio la guerra di Troia si trasferì presso la reggia di Priamo dove fu accolto e trattato alla stregua di un figlio. 

Abile guerriero, combatté con valore per la difesa della città e in una delle tante battaglie affrontò Teucro che lo uccise con la lancia.
Per rappresaglia Ettore uccise Anfimaco; Aiace d'Oileo, per vendicare Anfimaco, recise il capo al cadavere di Imbrio e in segno di disprezzo gli diede un calcio, facendola volare tra i combattenti greci e troiani che si affrontavano. 

La testa, una volta ricaduta al suolo, si fermò ai piedi di Ettore mentre era intento a contrastare altri nemici.